# Калиновка (Партизанский район)
Калиновка — деревня в Партизанском районе Красноярского края в составе  Богуславского сельсовета.

## География
Находится примерно в 13 километрах по прямой на восток-северо-восток от районного центра села Партизанское .

## Климат
Климат умеренно холодный, континентальный. Вегетационный период продолжается, в среднем, 135 дней–148 дней, а безморозный в среднем 96 дней, с колебаниями в отдельные годы от 105 до 79 дней. Устойчивый снежный покров лежит более пяти месяцев (в среднем с первой декады ноября до конца апреля). Средняя высота снежного покрова под пологом составляет 56 см, на открытых участках – 19 см. Среднегодовое количество осадков 375 мм. Средняя температура воздуха за год -0,9°С. 

## Население
Постоянное население составляло 146 человек в 2002 году (98% русские),  139 в 2010.